# اسکات گلن
اسکات گلن (انگلیسی: Scott Glenn؛ زاده ۲۶ ژانویهٔ ۱۹۴۱) هنرپیشه اهل ایالات متحده آمریکا است. وی از سال ۱۹۶۵ میلادی تاکنون مشغول فعالیت بوده‌است.

## گزیده فیلمشناسی
از فیلم‌ها و مجموعه‌های تلویزیونی‌ای که وی در آن نقش داشته‌است، می‌توان موارد زیر را نام برد:
- نشویل (فیلم) (۱۹۷۵)
- اینک آخرالزمان (۱۹۷۹)
- گاوچران شهری (۱۹۸۰)
- گاو آنی و بریتانی کوچک (۱۹۸۰)
- مبارزه (فیلم ۱۹۸۲) (۱۹۸۲)
- مردان واقعی (فیلم) (۱۹۸۳)
- برجک دفاعی (فیلم) (۱۹۸۳)
- رودخانه (فیلم ۱۹۸۴) (۱۹۸۴)
- غازهای وحشی ۲ (۱۹۸۵)
- سیلورادو (فیلم) (۱۹۸۵)
- خارج از حد (۱۹۸۸)
- شکار برای اکتبر سرخ (فیلم) (۱۹۹۰)
- سکوت بره‌ها (فیلم) (۱۹۹۱)
- بازافروختگی (فیلم) (۱۹۹۱)
- کشتار بی‌گناهان (فیلم) (۱۹۹۳)
- بازیگر (فیلم ۱۹۹۲) (۱۹۹۲)
- عدالت شدید (۱۹۹۳)
- بی‌پروا (۱۹۹۵)
- شب مرد فراری (۱۹۹۵)
- قصه بلند (۱۹۹۵)
- شجاعت در زیر آتش (۱۹۹۶)
- قدرت مطلق (فیلم) (۱۹۹۷)
- خودکشی باکره‌ها (فیلم) (۱۹۹۹)
- محدودیت عمودی (۲۰۰۰)
- روز تعلیم (۲۰۰۱)
- سربازان بوفالو (۲۰۰۱)
- اخبار کشتیرانی (۲۰۰۱)
- سفر به انتهای شب (فیلم) (۲۰۰۶)
- نویسندگان آزادی (۲۰۰۷)
- اولتیماتوم بورن (۲۰۰۷)
- کمیل (فیلم ۲۰۰۸) (۲۰۰۷)
- پیمایشگر، شخص (۲۰۰۸)
- شب‌ها در رودانته (۲۰۰۸)
- دبلیو (فیلم) (۲۰۰۸)
- اسب مسابقه (۲۰۱۰)
- مشت ناگهانی (فیلم) (۲۰۱۱)
- پسر روزنامه فروش (فیلم ۲۰۱۲) (۲۰۱۲)
- میراث بورن (فیلم) (۲۰۱۲)
- خرس خاکستری (فیلم ۲۰۱۵) (۲۰۱۵)
- گرینلند (فیلم) (۲۰۲۰)
- ان‌وای‌پی‌دی (مجموعه تلویزیونی) (۱۹۶۷)
- وکلای جوان (۱۹۷۱)
- آیرونساید (مجموعه تلویزیونی) (۱۹۷۱–۷۳)
- خیابان‌های سان‌فرانسیسکو (۱۹۷۲)
- وضعیت اضطراری! (۱۹۷۳)
- باره‌تا (۱۹۷۵)
- زمان گذشته (فیلم) (۱۹۹۴)
- مانک (۲۰۰۸)
- بازماندگان (مجموعه تلویزیونی) (۲۰۱۴–۱۷)
- دردویل (مجموعه تلویزیونی) (۲۰۱۵–۲۰۱۶)
- مدافعان (مینی‌سریال) (۲۰۱۷)
- کسل راک (مجموعه تلویزیونی) (۲۰۱۸)